# Vilhelm Lange
Kristian Vilhelm Lange (Ringkøbing, 1893. december 20. – Frederiksberg, 1950. november 17.) olimpiai bajnok dán tornász.
Az 1920. évi nyári olimpiai játékokon indult tornában és a szabadon választott gyakorlatok csapatversenyben aranyérmes lett.
Klubcsapata a Hermod volt.